# Luigi Crocco
Luigi Crocco   (Palerm, 2 de febrer de 1909 - Roma, 19 de novembre de 1986) va ser un físic i enginyer italià que va treballar en el camp de la mecànica dels fluids.
Era fill de Gaetano Crocco.

## Biografia
Luigi Crocco va defensar la seva tesi l'any 1936 a la Universitat de Roma La Sapienza.
A partir d'aquesta data va ensenyar disseny de motors d'avions en aquesta universitat, on va ser professor el 1939. Després va ocupar la càtedra Robert Goddard de propulsió i vol espacial a la Universitat de Princeton el 1952. Durant aquest període, va adquirir la ciutadania nord-americana. Va esdevenir director del Laboratori Aeronàutic Guggenheim. De tornada a Europa, va ser professor a la Facultat de Ciències de París i després a l'École Centrale de Paris.
Especialista en inestabilitats de combustió en propulsors, va ser consultor de l'ONERA i la NASA en el projecte Saturn V durant la seva carrera, així com de nombroses empreses aeronàutiques.